# Software libre para una sociedad libre
Software libre para una sociedad libre (título original: Free Software Free Society: Selected Essays of Richard M. Stallman) es un libro que recopila diversos ensayos de Richard M. Stallman, fundador de la Fundación del Software Libre. Fue publicado en 2002 bajo la GNU Free Documentation License. El manuscrito ha recibido al día de hoy dos actualizaciones. La primera data del 2010 (segunda edición) y la segunda del 2015 (tercera edición). Existe una traducción al español correspondiente a la primera edición del libro que fue publicada en el año 2004 y realizada por la editorial de Traficantes de Sueños.

## Contenido
Su introducción escrita por Lawrence Lessig, profesor de derecho de la Universidad de Stanford, destaca que hoy el mundo está cada vez más definido por el código que hace funcionar los ordenadores, máquinas que definen y gobiernan cada vez más nuestras vidas. Richard M. Stallman propone que el código sea transparente, libre, para ejercer el control sobre dicho código y que no nos controle él a nosotros. Lessig realiza una analogía con las leyes que rigen nuestras sociedades también consideradas libres. Las leyes regulan nuestra sociedad, pero las leyes no son secretas. De lo contrario no tendríamos una sociedad libre. Las normas no se esconden y la libertad sólo está cuando las normas pueden ser conocidas por los gobernados o sus agentes (abogados y parlamentarios). Los procesos legales también son transparentes: todo lo que en ellos se dice o hace puede ser luego reutilizado en futuros pleitos sin permiso de sus autores originales y con compensación económica por dicho trabajo. Lessig denota este paralelismo con el código informático libre. El libro recoge los artículos y conferencias de Richard Stallman y abarcan desde el copyright (y el copyleft empleado por la licencia GPL) hasta la historia del movimiento del software libre.

### Primera edición
De la edición en español:

LA PRESENTE EDICIÓN DE SOFTWARE LIBRE PARA UNA SOCIEDAD LIBRE es la primera edición castellana autorizada por Richard M. Stallman de su libro Free Software, Free Society. Un exhaustivo conjunto de ensayos y artículos que recorren la década de 1990 y los primeros años del nuevo milenio, y que conforman quizás la mejor apología escrita del software libre como dispositivo de libertad y democracia.
Jaron Rowan, Diego Sanz Paratcha y Laura Trinidad

La primera edición contiene un total de 21 ensayos escritos entre 1984 y 2002 sobre ética, derecho, negocios y sus implicaciones en el software. Incluyen el manifiesto de GNU así como transcripciones de diversas charlas. Publicada en el 2002 (2004 para la edición en español). El libro se divide en tres partes, e incluye una cuarta con las licencias GNU:
- El proyecto GNU y el software libre
- Copyright, copyleft, patentes
- Libertad, sociedad y software
- Licencias

### Segunda edición
Publicada en el 2010. El texto es aumentado a siete partes. Dispone de contenido actualizado con nuevos ensayos que tratan tanto los ya conocidos como nuevos fenómenos acontecidos que implican el uso del software.
- El proyecto GNU y el software libre
- ¿Qué hay en un Nombre?
- Copyright, Copyleft
- Patentes
- Licencias
- Retos y trampas
- Análisis y vista al futuro

Referencias a la problemática del sistema de ventanas X, JavaScript, Java y otros.

### Tercera edición
Publicada en el 2015. La tercera edición conserva la misma estructura de la segunda edición añadiendo nuevos ensayos referentes a, entre otros, videojuegos con DRM, E-Books y la cuestión de la vigilancia por agencias gubernamentales. Como los anteriores, realiza un análisis de las implicaciones de los nuevos elementos que afectan a nuestra sociedad.

## Repercusión
Es un libro de referencia dentro del movimiento del software libre y recomendado por profesores y columnistas de distintas instituciones por ser una pieza fundamental en la comunicación de las ideas del software libre. Marco Fioretti realizó un análisis del libro para la revista Linux Journal en el cual califica al manuscrito como una lectura necesaria no sólo para programadores. En palabras de Fioretti «es crucial que todo el mundo piense acerca de estos problemas, saque sus propias conclusiones y las siga. Incluso si rechazas las ideas de Stallman, debes saber porqué, y este libro te ayudará».